# Shine a Light (album, The Rolling Stones)
Shine a Light je koncertní album britské rockové skupiny The Rolling Stones, které vyšlo v roce 2008. Album bylo nahráváno jako soundtrack k dokumentu/koncertu režírovaný Martinem Scorsesem. Nahráváno bylo v newyorském divadle Beacon Theater ve dnech 29. října a 1. listopadu 2006 v rámci světového turné A Bigger Bang Tour. Album vycházelo v jednodiskové i dvoudiskové verzi.

## Seznam písní
| Pořadí | Skladba                                                 | Délka |
| ------ | ------------------------------------------------------- | ----- |
| 1.     | "Jumpin' Jack Flash"                                    | 4:23  |
| 2.     | "Shattered"                                             | 4:06  |
| 3.     | "She Was Hot"                                           | 4:44  |
| 4.     | "All Down The Line"                                     | 4:35  |
| 5.     | "Loving Cup" host: Jack White                           | 4:02  |
| 6.     | "As Tears Go By"                                        | 3:32  |
| 7.     | "Some Girls"                                            | 4:19  |
| 8.     | "Just My Imagination" (Norman Whitfield/Barrett Strong) | 6:39  |
| 9.     | "Far Away Eyes"                                         | 4:37  |
| 10.    | "Champagne & Reefer" (Muddy Waters) host: Buddy Guy     | 5:58  |
| 11.    | "Tumbling Dice"                                         | 4:24  |
| 12.    | představení skupiny                                     | 1:39  |
| 13.    | "You Got the Silver"                                    | 3:22  |
| 14.    | "Connection"                                            | 3:31  |
| 15.    | intro Martina Scorseseho                                | 0:12  |
| 16.    | "Sympathy for the Devil"                                | 5:56  |
| 17.    | "Live with Me" host: Christina Aguilera                 | 3:54  |
| 18.    | "Start Me Up"                                           | 4:05  |
| 19.    | "Brown Sugar"                                           | 5:25  |
| 20.    | "(I Can't Get No) Satisfaction"                         | 5:37  |
| 21.    | "Paint It Black"                                        | 4:28  |
| 22.    | "Little T&A"                                            | 4:09  |
| 23.    | "I'm Free"                                              | 3:31  |
| 24.    | "Shine a Light"                                         | 4:05  |

## Obsazení
The Rolling Stones
- Mick Jagger – zpěv, kytara, harmonika
- Keith Richards – kytara, zpěv
- Ron Wood – kytara, Havajská kytara
- Charlie Watts – bicí

Doprovodní hudebníci
- Darryl Jones – baskytara
- Chuck Leavell – klávesy, doprovodné vokály
- Lisa Fischer - doprovodné vokály
- Bernard Fowler - doprovodné vokály, perkuse
- Blondie Chaplin - doprovodné vokály, perkuse, kytara
- Bobby Keys - saxofon
- Michael Davis - trombon
- Kent Smith - trubka
- Tim Ries - saxofon, klávesy

Hosté
- Jack White - kytara, zpěv - ve skladbě "Loving Cup"
- Buddy Guy - kytara, zpěv - ve skladbě "Champagne & Reefer"
- Christina Aquilera - zpěv - ve skladbě "Live With Me"